# Wen Shuhui
Wen Shuhui (chinesisch 溫淑惠, Pinyin Wēn Shūhuì; * 27. Juli 1994 in Changji, Uigurisches Autonomes Gebiet Xinjiang) ist eine chinesische Beachvolleyballspielerin.

## Karriere
Wen Shuhui spielte 2014 mit Zhenni Ma und 2016 mit Wang Jingzhe auf chinesischen Turnieren Beachvolleyball. 2017 war sie mit Xia Xinyi aktiv und wurde bei 2-Sterne-Turnieren Zweite in Jiangning und Erste in Nantong. Mit Wang Jingzhe gewann sie auf der FIVB World Tour 2018/19 mehrere 2-Sterne-Turniere und erreichte beim 3-Sterne-Turnier in Qinzhou Platz drei. Bei der Asienmeisterschaft 2020 in Udon Thani wurden sie Zweite.